# Trisomie 22
Trisomie 22 is een genetische aandoening waarbij er drie hele kopieën van chromosoom 22 aanwezig zijn in elke lichaamscel in plaats van twee. Dit leidt bijna altijd tot sterfte van de vrucht tijdens de zwangerschap of vlak na de geboorte.

## Mozaïek trisomie
Er kan ook sprake zijn van een mozaïek trisomie 22. In dat geval zijn niet in alle lichaamscellen 3 chromosomen 22 aanwezig en is de overlevingskans groter.

### Kenmerken
De kenmerken zijn zeer divers en groot in aantal. Een aantal van de kenmerken kunnen zijn:
- Microcefalie (en andere craniofaciale afwijkingen)
- Ontwikkelingsachterstand of verstandelijke beperking
- Kortere ledematen
- Nierproblemen
- Lange vingers
- Groeiachterstand
- Vinger en/ of teennagels kunnen ontbreken
- Onderontwikkelde of niet aanwezige geslachtsorganen

## Partiële trisomie
Als er slechts een stukje van het chromosoom 22 in drievoud aanwezig is in alle lichaamscellen dan is er sprake van een
partiële trisomie 22 ofwel cat-eyesyndroom.